# Merdeka (Kupang Timur)
Merdeka is een bestuurslaag in het regentschap Kupang van de provincie Oost-Nusa Tenggara, Indonesië. Merdeka telt 2469 inwoners (volkstelling 2010).